# Спрэг, Оливер Митчелл Вентворт
Оливер Митчелл Вентворт Спрэг (англ. Oliver Mitchell Wentworth Sprague; 22 апреля 1873, Сомервилл, штат Массачусетс, США — 24 марта 1953, Бостон, штат Массачусетс, США) — американский экономист, эмерит профессор экономики Гарвардского университета с 1941 года, президент Американской экономической ассоциации в 1937 году.

## Биография
Оливер родился 22 апреля 1873 года в Сомервилл, штат Массачусетс в семье Уильяма Уолласа и Мириам (Вентворт) Спрэг.
Степень бакалавра искусств получил в 1894 году, степень магистра искусств в 1895 году, а степень доктора философии в 1897 году под руководством Чарльза Данбара, — все в Гарвардском университете. Степень доктора гуманитарных наук получил в 1938 году в Колумбийском университете.
Преподавательскую деятельность начал в качестве преподавателя экономики в 1900—1904 годах, затем как ассистент профессора в 1904—1905 годах в  Гарвардском университете. В 1905—1908 годах был профессором экономики Токийский университет, в 1908—1913 годах ассистент профессора банковского дела и финансов в  Гарвардской школе бизнеса. В 1913—1941 годах профессор кафедры имени Эдмунда Когсуэлл Конверса. В 1941 году ушёл в отставку, став эмерит профессором Гарвардского университета.
Спрэг работал экономическим советником в Банке Англии в 1930—1933 годах. В июне-ноябре 1933 года финансовый и исполнительный помощник министра финансов США.
Спрэг скончался 24 марта 1953 года в возрасте 79 лет в Бостоне, штат Массачусетс.
Семья
Спрэг женился 21 июня 1905 год на Фанни Кнайт Иде (28.08.1876—4.08.1942) и у них родилась дочка Кэтрин Ид Спрэг (1906—1990) и сын Теодор Вентворт Спрэг (01.09.1911—29.08.2000).